# Søvnparalyse
Søvnparalyse (også kaldet søvnlammelse) er en tilstand, nogle mennesker oplever, hvor man sover og er vågen på samme tid. Man er således vågen, men kroppen er lammet. Tilstanden forekommer, når man er ved at falde i søvn eller ved at vågne op og er i så fald en del af hypnagogia.
Ved søvnparalyse er der tale om en forstyrrelse i REM-søvnen (drømmesøvnen), hvor kroppens muskler er helt afslappede. Man vågner derpå delvist op og kan se, men man kan ikke røre sig eller tale. Søvnlammelse, eller søvnparalyse, er typisk forbundet med angst og panikfølelse. Mange oplever kvælningsfornemmelser, og nogle oplever også, at der er nogen i soveværelset, mens man ligger lammet og hjælpeløs. Søvnparalyse er dog en ufarlig tilstand.
Søvnlammelse varer fra få sekunder til flere minutter ad gangen. De fleste oplever den kun en enkelt eller ganske få gange i livet, men for nogle få er den mere regelmæssigt tilbagevendende, endda gentagne gange hver nat. Stress, uregelmæssige søvnvaner og søvnmangel kan øge risikoen for at opleve søvnlammelse.
Begrebet søvnparalyse er ikke særligt kendt, og der er ikke stor fokus på sygdommen og den er blandt mange, ikke anerkendt, som en søvnsygdom på lige fod med narkolepsi og søvnapnø.

## Søvnparalyse

### Hvad sker der?
Nervesystemet i rygraden fungerer som en 'motorvej' for nerver til alt i kroppen, bortset fra de dele der er direkte forbundet med hjernen, for eksempel ørene. Nervesystemet har en slags "slukknap" så man ikke bevæger sig og handler efter, hvad man drømmer, når man sover, så når man falder i søvn, deaktiveres rygraden. Fejlen opstår så ved, at rygraden ikke bliver aktiveret, når man vågner, eller bliver deaktiveret for tidligt, inden man falder i søvn. Det gør altså, at man ligger og ikke kan bevæge sig eller tale, kun høre. Denne tilstand vil for det meste kun være få sekunder, men kan i slemme tilfælde være flere minutter. Dog skal det siges, at evnen til at opfatte tid er stærkt svækket i denne tilstand, og man vil for det meste føle, at der er gået længere tid, end der faktisk er. Personer, der har været så heldige at kigge på et ur samtidig med, at de oplevede søvnparalyse, blev forbløffede over hvor lidt tid, der faktisk gik.
Fænomenet kaldes søvnlammelse eller søvnparalyse og tilstanden sker, når man vågner. Kroppen kan ikke bevæge sig, og det er normalt at opleve hallucinationer. De fleste finder oplevelser som disse ret skræmmende, specielt hvis de ikke ved noget om fænomenet i forvejen. For nogle kan det at blive bevidst om, og øge dybden af, vejrtrækningen afhjælpe tilstanden mens man er i den.

### Uhyggelige oplevelser
Mennesker, der oplever søvnlammelse, fortæller ganske tit, at de fornemmer en tilstedeværelse, der beskrives som ubehagelig eller truende – eller endda ondskabsfuld. En intens følelse af rædsel og skræk er meget normal. Tilstedeværelsen fornemmes tit blot svagt eller som noget uden for synsfeltet, men det bliver opfattet som "nogen", der holder øje med den sovende, nogle gange stående ved siden af eller siddende på sengen. Af og til oplever folk, at tilstedeværelsen ligefrem angriber dem og prøver at kvæle dem eller udøver et stærkt tryk på brystkassen – en tilstand som siden middelalderen er afbilledet som mareridt.
Folk har også fortalt om forskellige hallucinationer, fx lyd, lys, berøring, en følelse af at svæve eller ligefrem en ud-af-kroppen-oplevelse. Disse forskellige sanseoplevelser kaldes under et hypnagogiske og hypnopompiske oplevelser (HHO). Den søvnlammede prøver tit, uden held, at råbe om hjælp. Voldsomme forsøg på at bevæge sig kan endda afstedkomme fantom-bevægelser: Den søvnlammede prøver at bevæge én legemsdel, men mærker det, som om han/hun har bevæget en anden. Lammelsen forsvinder, men personen kan føle sig en smule nervøs og omtumlet nogen tid efter.
Når en person er søvnlammet, kan han/hun fejlfortolke skygger og uklare genstande i et mørkt rum. Andre har fuldstændige hallucinationer, der er så levende og komplekse, at den lammede er overbevist om, at oplevelserne må have en ydre kilde.
Hjerneforskere Baland Jalal fra Cambridge University og VS Ramachandran fra University of California har fremsat flere neurovidenskabelige teorier der forsørger at forklare hvorfor den søvnlammede netop oplever disse spøgelses hallucinationer og ud-af-kroppen-oplevelser. Disse teorier fremsætter blandt andet at parietallappen et strukturelt område i hjernen og spejlneuroner spiller en afgørende rolle i at udløse disse hallucinations oplevelser.
Nogle oplever også, at drømmedelen i hjernen stadig arbejder, mens de er lammede. Det kan føre til endnu mere skræmmende oplevelser. Folk har oplevet, at de er vågnet og har kunnet høre skridt eller banken, mens andre folk decideret oplever, at der står en person eller en skikkelse i soveværelset. En kendt oplevelse er drømmen om den gamle kvinde, der står i soveværelset, når man vågner. Hun går så henimod én og sætter sig på ens bryst og forsøger at kvæle én. Dette hænger tit sammen med, hvis man normalt sover på siden, men nu sover på ryggen, så hiver tyngdekraften i brystet, og det kan påvirke drømmene, hvis man ikke er vant til det.

## Behandling

### Lægehjælp
Når en læge modtager en patient, som fortæller om symptomer på søvnlammelse, er der ofte ikke meget hjælp at hente i nogen af lægernes håndbøger. Der er nemlig ikke nogen retningslinjer om søvnlammelse for læger. Dette fortalte Peter Torsten Sørensen, som er direktør for Dansk Selskab for Almen Medicin i en artikel i magasinet Sundhed.
Ifølge Peter Torsten Sørensen så vil en praktiserende læge kun høre om søvnparalyse hvert tiende år. Ifølge Marit Otte, som er overlæge, ph.d. på Neurofysiologisk afdeling på Aarhus Universitetshospital, så ved mange danske læger og psykologer ikke særlig meget om søvnsygdomme generelt, fordi viden om søvnsygdomme er forholdsvist ny og ikke indgår meget i uddannelsen endnu. Oplever man søvnparalyse relativt hyppigt, kan der dog være grund til at søge læge. Ifølge Poul Jennum, professor på Københavns Universitet og leder af Dansk Center for Søvnmedicin på Glostrup Hospital, kan søvnparalyse godt behandles.

### Årsager til fænomenet
Nogle psykiske sygdomme og visse typer medicin kan spille ind, ligesom søvnlammelse ses hyppigere i forbindelse med sygdommen narkolepsi, som består i en forstyrrelse af hjernens søvnregulation. Man vurderer dog alligevel, at mange mennesker vil opleve søvnparalyse mindst én eller to gange i løbet af deres liv. Dette kan blive fremprovokeret af følgende:
- En dårlig liggestilling kan forværre vejrtrækningen og give dig en urolig søvn.
- Uregelmæssig søvn. Eksempelvis hvis du tager en lidt for lang lur midt eller sent på dagen.
- Stress. Hvis du i en periode lider af stress, er der større sandsynlighed for, at du vil opleve søvnparalyse.
- Pludselige og uforudsete ændringer i ens liv. Eksempelvis flytning, dødsfald, skilsmisse, fødsel osv.